# 459 TCN
459 TCN là một năm trong lịch La Mã.